# Eusebi Dalmau i Mas
Eusebi Dalmau i Mas (Barcelona, 1841 - Barcelona, 10 d'abril de 1886) fou un director d'orquestra, violinista i pianista català.
Era fill del també músic Joan Baptista Dalmau i Mayol i de Margarida Mas. Als set anys ingressà en el Conservatori de Madrid i a penes contava catorze quan, aconseguit el premi de violí, formà part, com a tal, de l'orquestra del Liceu de Barcelona, i després fou nomenat mestre acompanyant al piano. Poc temps més tard ocupava el lloc de director d'orquestra en un dels teatres de la ciutat comtal, càrrec que continuà desenvolupant amb èxit creixent en els principals teatres d'Espanya i Portugal, entre ells el Real de Madrid, el Liceu de Barcelona i el São Carlos de Lisboa, així com els de Trieste i Sant Petersburg.
Els seus sòlids coneixements musicals, el coneixement de les obres clàssiques i el seu acreditat bon gust, feien de Dalmau un dels directors d'orquestra més distingits de la seva època.
Va morir als 46 anys el 10 d'abril de 1886 al carrer Ciutat, 11 de Barcelona.